# Eldsolfågel
Eldsolfågel (Aethopyga flagrans) är en fågel i familjen solfåglar inom ordningen tättingar.

## Utseende och läte
Eldsolfågeln är en liten praktfull tätting med lång och nedåtböjd näbb. Ovansidan är olivgrön och övre delen av buken gulaktig. Hanen är svartaktig på stjärt, ansikte, strupe och bröst, med grönglänsande panna och purpurglänsande strupe. Arten liknar olivryggig solfågel, men skiljer sig på en röd fläck på bröstet, orangefärgad anstrykning på övre delen av buken och inget vitt i stjärten. Honan har grå strupe och saknar den olivryggiga solfågelns gula ögonbrynsstreck. Bland lätena hörs ljusa tvåtoniga "chik-chik!!".

## Utbredning och systematik
Eldsolfågel behandlas antingen som monotypisk eller delas in i två underarter med följande utbredning:
- Aethopyga flagrans decolor – förekommer i norra Filippinerna (nordöstra Luzon)
- Aethopyga flagrans flagrans – förekommer i norra Filippinerna (södra Luzon och Catanduanes)

Tidigare betraktades brunnackad solfågel (A. guimarasensis) tillhöra eldsolfågel som underart. 

## Levnadssätt
Eldsolfågeln förekommer i låglänta områden och lägre bergstrakter. Den hittas i skog och skogsbryn.

## Status och hot
Arten har ett stort utbredningsområde, men tros minska i antal, dock inte tillräckligt kraftigt för att den ska betraktas som hotad. Internationella naturvårdsunionen IUCN listar arten som livskraftig (LC).